# 西什库天主堂
西什库天主堂，本名救世主教堂，俗称北堂，位于北京市西城区，是一座天主教堂，1703年开堂，天主教北京教区的主教座堂，是目前北京最大和最古老的教堂之一。

## 历史

### 清朝
西什库天主教堂的历史可以追溯到康熙三十二年。由于两位天主教耶稣会教士洪若翰、刘应治愈了康熙皇帝的疾病，因而获赐皇城西安门内蚕池口一帶的一块地皮（蚕池口位于中南海西岸原北京图书馆斜对面），得以建筑教堂，这所教堂便是今天西什库教堂的前身，名为救世堂。清朝中叶，民间反对天主教的势力与天主教会不断发生摩擦，清政府于道光七年查封了蚕池口天主教堂，并没收了全部教产。
第二次鸦片战争后，清政府向天主教会归还了教堂的土地，同治三年，主教孟振生主持在北堂原址建立了一座高大的哥特式建筑，由于蚕池口临近皇家禁地，高大的教堂钟楼引起了慈禧太后和同治皇帝的不悦，经过与罗马教廷和法国政府的交涉，教会同意将教堂迁往西什库，由清政府出资修建新的教堂建筑。另有一种说法：光绪十二年（1886年），因整修西苑三海，清廷于是决定收回蚕池口教堂占地，在不远处另拨原西什库部分地面供建教堂。光绪十四年新建筑正式落成，比老北堂更加雄伟气派。
1900年义和团运动爆发，西什库教堂成为拳民进攻的焦点，在当时的义和团营中曾经有顺口溜道：“吃面不搁酱，炮打交民巷；吃面不搁醋，炮打西什库”，其中的“交民巷”指的是东交民巷使馆区，而“西什库”指的便是西什库教堂。1900年6月至8月间，北京的义和团团民曾经长时间围攻西什库教堂。
1900年6月15日傍晚，由端王载漪所率领的一队义和团开始进攻西什库教堂。时任“正权”主教的，是被公认为“中国通”的法籍传教士樊国梁，他因常年旅居中国传教、谙熟中国官场政治，而在外交界享有盛誉。当义和团在京城做大时，樊国梁也意识到了危险，为了保护西什库——这座主教座堂，以及躲藏其中的3000余名外国教士和中外教徒，他遣人前往位于东交民巷的法国公使馆，请求使馆卫队提供护卫。随即，法国和意大利这两个天主教国家的驻华公使馆共派遣了四十余名士兵护卫西什库教堂。战斗打响后，法意士兵很快与进攻的义和团展开激战，打退其冲锋。围困教堂的义和团曾经使用自制的穿屋火龙、炸弹、抬杠等火器向教堂发动进攻，守军则以快枪与之对战。6月17日起，清军也参加了进攻。义和团挖地道，埋地雷，4次爆炸，炸毁仁慈堂，炸死教民和儿童400多人。但是教堂依旧顽强坚守。由于缺少粮食，经过半个月的围困后，教堂内的人员将作役用骡马和战马全部吃光，并且开始食用院内的树皮和野草。驻守部队的指挥官和副指挥官陆续战死。尽管只有“41条枪”，但西什库教堂却始终未被攻陷。
直到8月16日，八国联军攻陷北京后组建了专门的解救队，其中包括法军1个步兵营和步兵混合营，俄军由1个步兵营和30个哥萨克骑兵组成，英军海军路战队和步兵混合营，意大利海军小分队，以及250-300名作为增援的日本兵，总计有1200支枪、8 门山炮、4门野战炮和3挺机关枪。8月16日早，八国联军救援西什库教堂，在西华门与清军激战，清军战死800人，参与攻打教堂的清兵武卫中军、武后卫军以及庄亲王载勋统辖的虎神营、神机营马步队、火器营炮队四散撤退，许多义和团团民战死，法兵则死2人、伤3人。10时左右，法国驻华公使在西什库教堂与主教樊国梁相见，“互庆余生”。轰动一时的西什库教堂事件宣告终结。
西什库教堂被围两月余，在整个事件中，“共死教民四百人，地雷炸死小孩七十六口，法兵死十人，意兵死五人”。而义和团和清军被杀死600人以上。庚子议和后由清政府赔偿出资重修了损毁严重的西什库教堂建筑，形成了目前西什库教堂的建筑群。

### 中华人民共和国
在1958年的“献堂献庙”运动中，西什库教堂被上缴国家，教堂收藏的教会藏书，包括中、日、梵、德、英、法、荷、意、西班牙、波兰、希腊、拉丁、希伯来、佛兰芒、叙利亚、马来、大宛、藏、满、蒙等语种的“摇篮本”早期印刷图书和和一批稀见文献，被运出教堂移交北京图书馆收藏。
西什库教堂所拥有的出厂号为670、有着16.6米长低音管的法国产Cavaillecoll牌管风琴是北京最大和最好的一座管风琴，于1965年以保护名义被中央音乐学院移走，后在文化大革命中散失。文革期间，教堂遭到严重破坏，祭台上另一台用于唱诗班的小型管风琴被毁，北堂被作为中学使用。
1984年西什库教堂被列为北京市文物保护单位，直到1985年西什库教堂才交还给天主教三自爱国会，1985年12月24日在修复后重新开堂。
2006年6月被列為第六批全國重點文物保護單位。

## 建筑

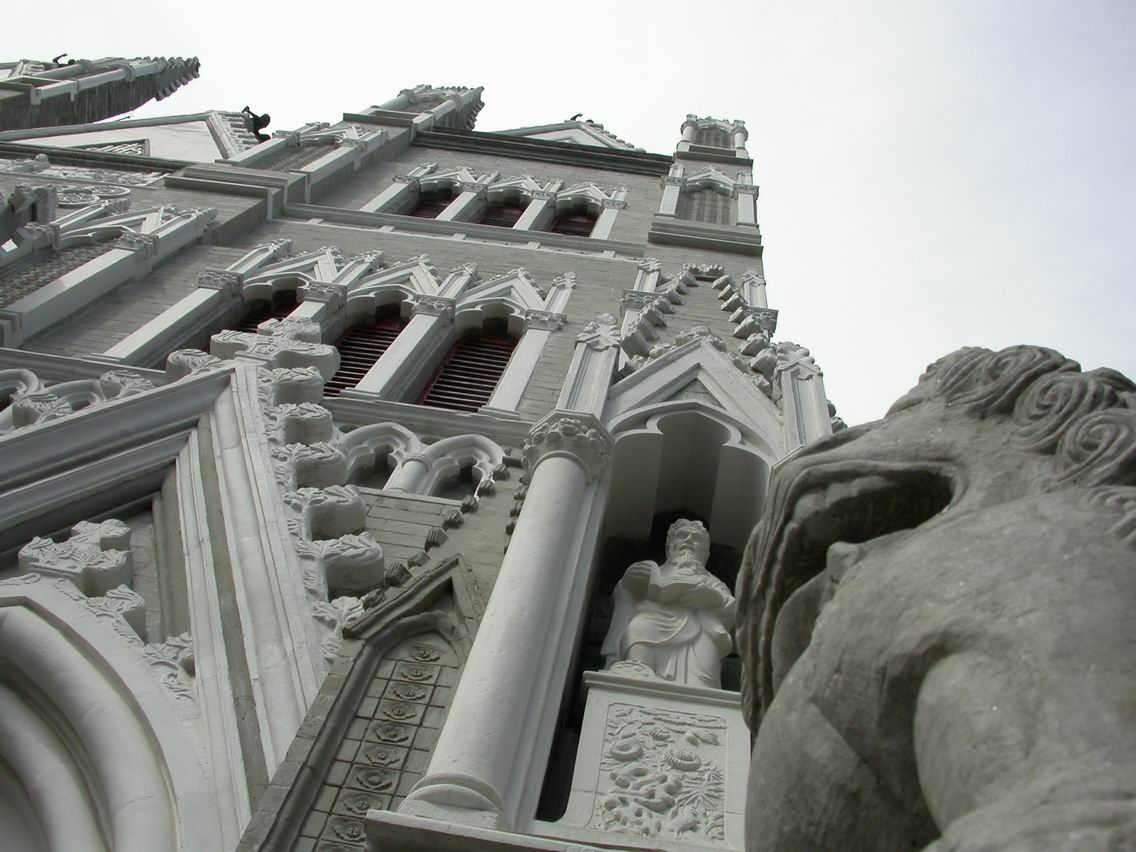
東方和西方的建築風格在西什庫天主堂结合在了一起

西什库教堂是一处中西合壁的建筑，教堂的主体建筑为一座三层哥特式建筑，顶端共由11座尖塔构成，建筑平面呈十字形，建筑面积约2200平方米，高16.5米钟楼尖端高约31米，曾经是北京內城最高的单体建筑，教堂建筑的正面有三个尖顶拱券形入口，入口拱门之间雕刻有圣若望和圣保禄等四圣像，建筑正立面上的门窗均用汉白玉石刻装饰，正门中央主跨上有一扇瑰丽的圆形玫瑰花窗，礼拜堂四周则有大小不一的80面玻璃花窗。
围绕哥特式教堂建筑的是传统的中式台基，环以汉白玉栏杆，栏杆和栏杆上的装饰均为传统的中式设计。堂前左右两侧各有一座碑亭，为黄顶琉璃瓦重檐歇山顶设计，庭内安放乾隆皇帝手书御碑两统，碑亭内侧则是四尊中式的石狮子，还有一对石供。
除了主体建筑，西什库教堂还有面积很大的附属建筑群，包括图书馆、后花园、印刷厂、孤儿院、医院以及光华女子中学、若瑟修女院和天主教华北教区主教府，现在这些附属建筑大多都被其他单位占用，只有若瑟修女院还保留使用，现位于教堂西北侧。曾经长期占据华北教区主教府的北京市第三十九中学已经迁出，主教府也已经归还给了天主教会，目前正在修缮中。
若瑟修女院至今未归还，现今若瑟修女院并没有在原址，只是在教堂后面，是原主教府的地方，光华女中虽已归还但仍被民政部门占用。

### 图集

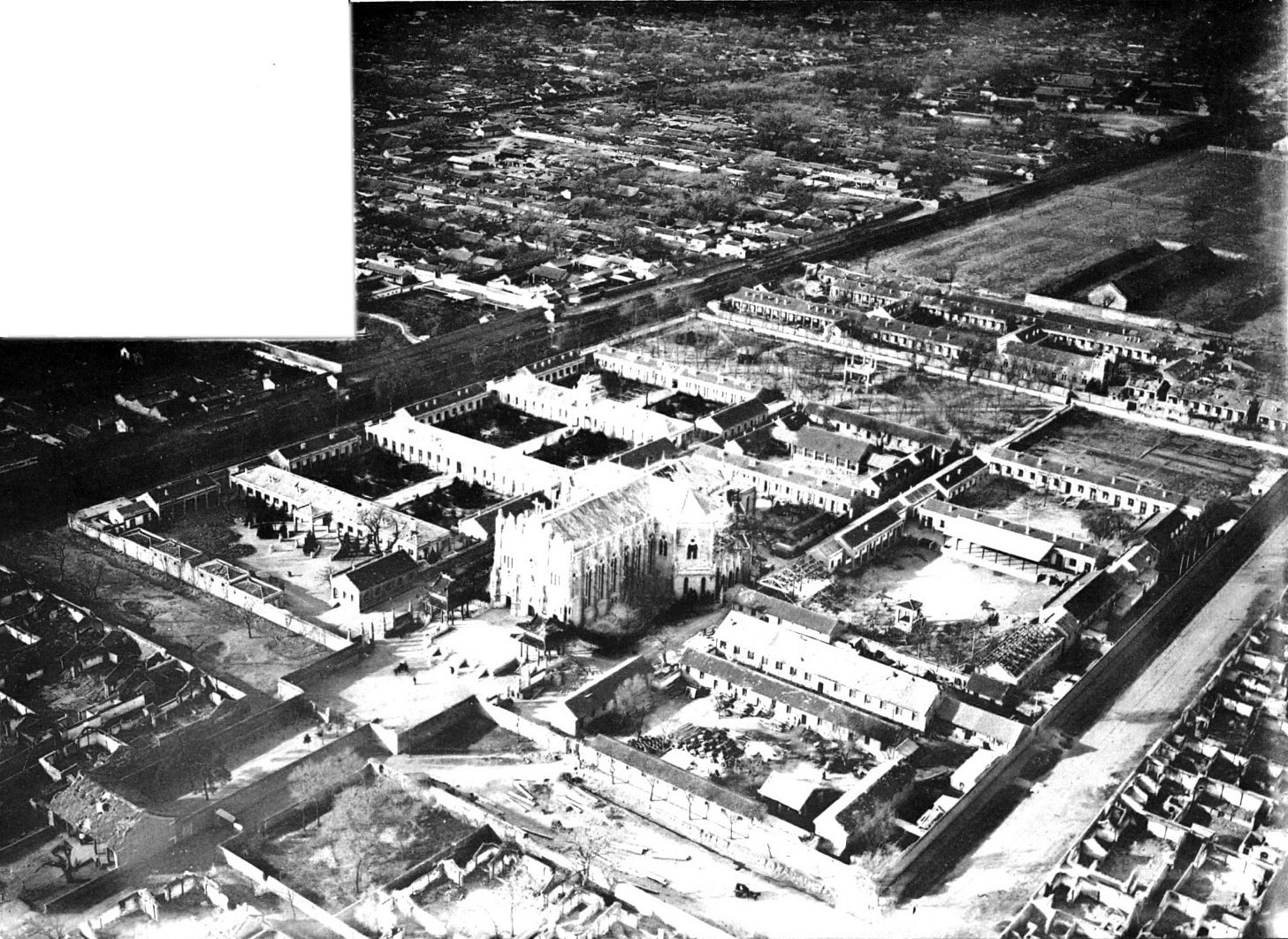
法军拍摄的航拍照片（1900年-01年）
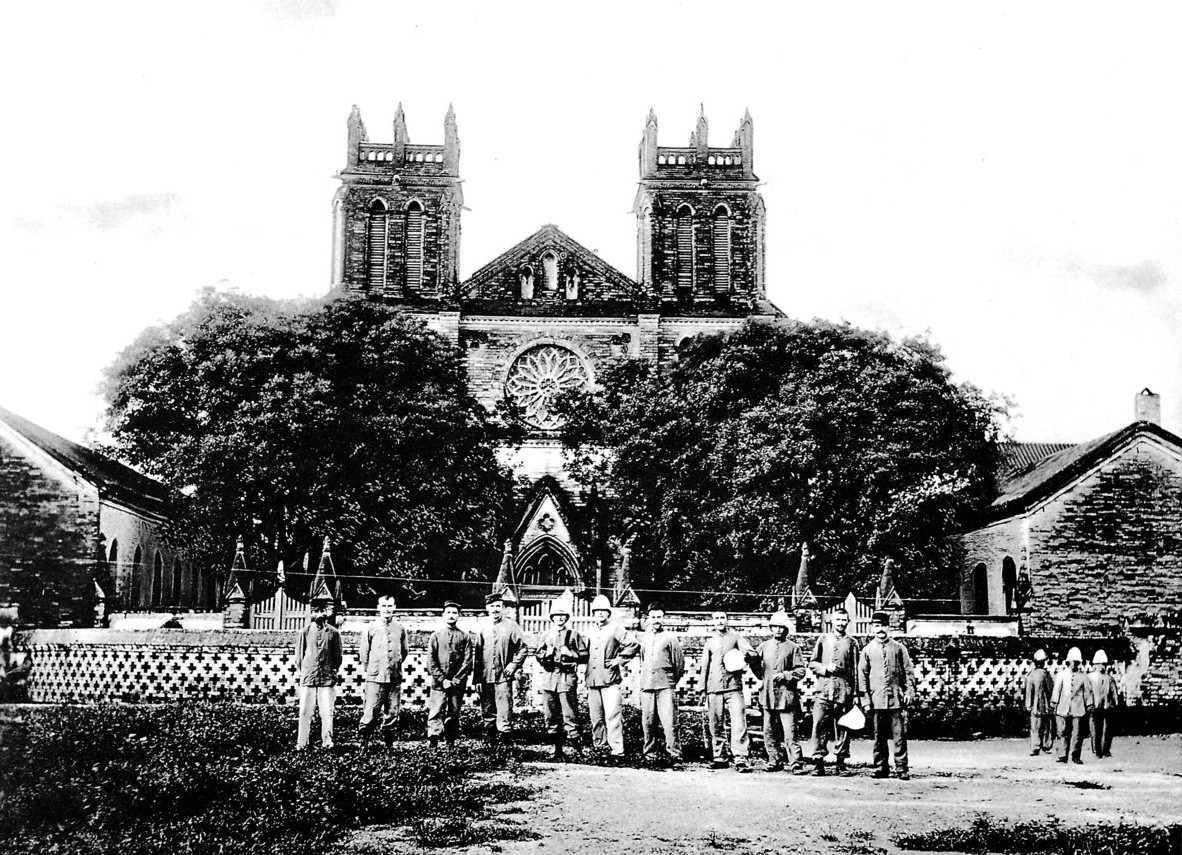
蚕池口老北堂
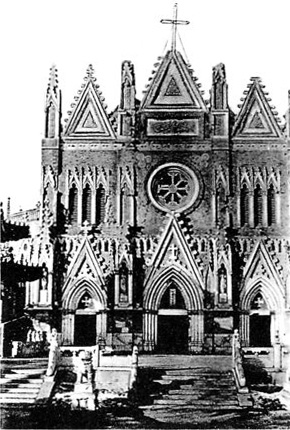
庚子事变之前的西什库教堂
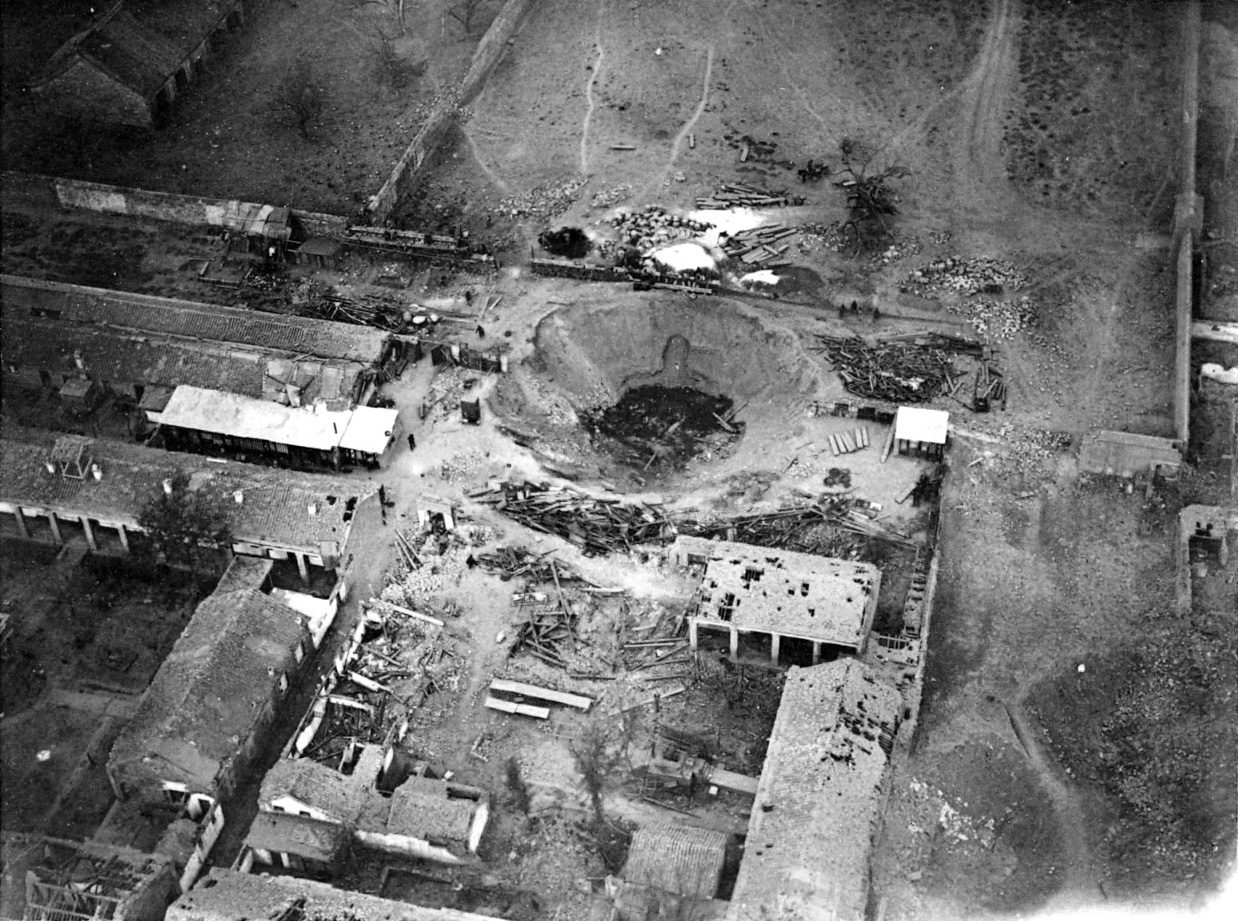
被义和团用火藥炸毀的仁慈堂
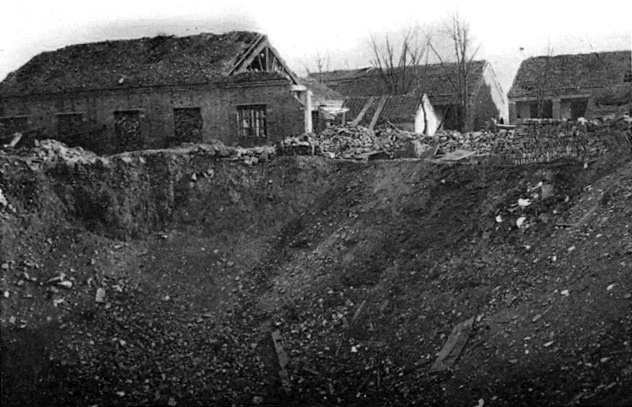
炸毁的大坑

## 主任司铎
| 主任司铎 1. 牛圣贵神父（1985年—1993年） 2. 赵庆龙神父（1993年12月—1996年9月） 3. 方斌神父（1996年—1999年） 4. 冯国新神父（1999年9月—2002年9月） 5. 刘永斌神父（2002年8月—2009年11月） 6. 罗春海神父（2009年—2014年） 7. 刘永斌神父（2014年—2016年） 8. 甄雪斌神父（2016年3月—） | 副主任司铎 …… - 刘哲神父（？—2014年） - 卞寅神父（？—2016年3月） - 王学群神父（2013年—） - 刘振田神父（2016年3月—） - 郭文武神父（2016年3月—） |